# アンティマコス (ギリシア神話)
アンティマコス（古希: Ἀντίμαχος, Antimachos）は、ギリシア神話の人物である。主に、
- トローイアの武将
- ヘーラクレイダイの1人

のほか数人が知られている。以下に説明する。

## トロイアの武将
このアンティマコスは、トローイアの武将で、ペイサンドロス、ヒッポロコス、ヒッポマコス、ティーシポネーの父。
トロイア戦争のさい、最初にギリシア軍はメネラーオスとオデュッセウスを使者として送り、メネラーオスはトローイア人にヘレネーの返還を要求したが、アンティマコスはパリスから報酬が得られると考えてメネラーオスの要求に反対し、さらにメネラーオスを殺すべきだと主張した。しかしこのために息子たちがアガメムノーンに命乞いをしたとき、聞き入れられずに殺された。
一説によれば、メネラーオスとオデュッセウスが派遣されてきたとき、アンテーノールとパントオスをはじめとするトローイアの議会は2人の主張の正当性を認めたが、アンティマコス1人はパリスに票を投じた。さらに扇動的な主張をしたためにアンテーノールと激しく対立し、議会から追放された。ただしヘクトールとアイネイアースは過激な主張こそしなかったが、アンティマコスと同様にヘレネーの返還に反対したとされる。アンティマコスの子供たちはトローイアを去ったヘレノスの説得に向かった帰りに、ディオメーデースと小アイアースに捕らえられ、アンティマコスの発言のために石打ちにされて殺され、アンティマコス自身はトローイアから追放された。

## ヘーラクレイダイの1人
このアンティマコスは、ヘーラクレイダイの1人である。ヘーラクレースの子クテーシッポスの子トラシュアノールの子で、デーイポンテース、アムピアナクスの父。

## その他のアンティマコス
- テスピオスの50人の娘の1人ニーキッペーとヘーラクレースの子[9]。
- 木馬作戦に参加したギリシア軍の武将の1人[12]。
- ペーネロペーの求婚者の1人[13]。